# 蜻蛉切

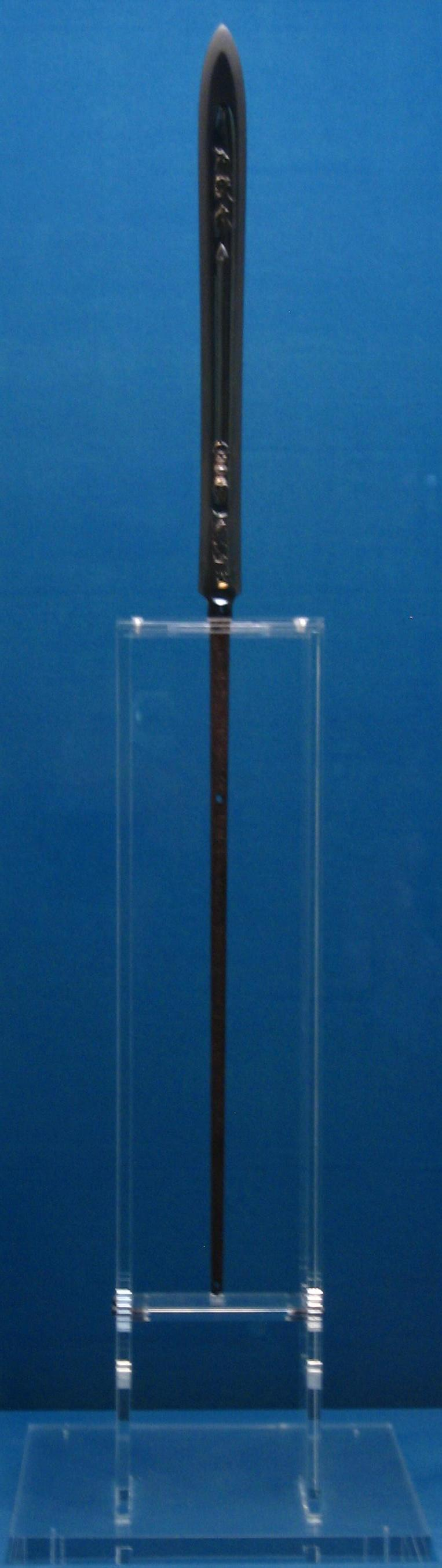
複製蜻蛉切的大笹穗槍。固山宗次在1847年（弘化4年）完成。東京國立博物館所藏。

蜻蛉切（羅馬字：Tonbokiri）是在日本被稱為天下三名槍的槍。因日本戰國時代武將本多忠勝愛用而為人所知。
笹穗的槍身，刃長（穗）1尺4寸（43.7 cm）、槍身長1尺8寸（55.6 cm）、最大闊度為3.7 cm、厚度為1 cm、重量為498克，刃中央的坑紋（樋）雕上梵字和三鈷劍。三河文珠派的藤原正真的作品。
名稱的由来是在戰場中，蜻蜓飛到槍刃上時被切成兩半，因而得名（蜻蛉是蜻蜓的日文寫法）。通常的槍都是長4.5尺，而蜻蛉切則柄長6尺。但是因為忠勝在晩年時體力衰退，於是把柄改短為3尺多。附有青貝螺鈿細工加工的柄(但是現在已經不存在)。與黒糸威胴丸具足（鹿角兜）一同在本多家承傳，但在二战时期离开本多家。現今在愛知縣岡崎市的岡崎城内施設展示仿製品。本体藏于佐野美术馆。
在江戶時代的記錄中，本多家還有另一把名為蜻蛉切的槍，雖然形狀不同（直穗），但是以同樣的模様雕塑，製作者亦是一樣。刃長（穗）1尺4寸（42.4 cm）、槍身長1尺8寸（54 cm）、闊度為3.6 cm、厚度為1 cm。不過這把槍的消息完全不明。